# 神殿から商人を追い払うキリスト (ヨルダーンス)
『神殿から商人を追い払うキリスト』（しんでんからしょうにんをおいはらうキリスト、仏: Jésus chassant les marchands du Temple、英: Christ Driving the Merchants from the Temple）は、17世紀フランドル・バロック絵画の画家ヤーコプ・ヨルダーンスがキャンバス上に油彩で描いた絵画で、1645-1650年ごろに制作された。1751年にルイ15世が画家シャルル＝ジョゼフ・ナトワールから購入し、1793年以来、パリのルーヴル美術館に所蔵されている。

## 作品
本作の主題は、『新約聖書』の「マタイによる福音書」 (21章12-17)、「マルコによる福音書」 (11章15-19)、「ルカによる福音書」 (19章45-48)、「ヨハネによる福音書」 (2章13-22) から採られている。
エルサレムに入ったイエス・キリストは神殿に向かった。するとそこには、生贄用の動物を売る店や、外国からの巡礼者のための両替商などの商売人がひしめき合っていた。商人たちは遠方から家畜を連れてやってくる巡礼者の弱みにつけこみ、彼らに不利なレートで両替する一方、生贄用の家畜を高値で売っていた。しかも、商人たちは神殿内の祭司らと結託しており、彼らの売り上げの一部は祭司たちの懐に入るという腐敗ぶりであった。憤慨したキリストは鞭を振り回し、商売用の机や椅子をひっくり返して、商人たちに神殿から出ていくように命じた。
キリストには珍しいこの過激な行動に、プロテスタントはマルティン・ルターによるカトリック教会の腐敗糾弾の象徴を見て取った。ヨルダーンスはカトリック圏であった南ネーデルラント (フランドル) で生涯を送り、カトリック教会のために宗教的主題の作品を多数制作したが、少なくとも晩年はプロテスタントのカルヴァン派に改宗していたことが知られている。しかし、本作は風俗画的、あるいはむしろ笑劇的に表現されており、画家の意図がどのようのものであったのかは不明である。
ヨルダーンスは、この絵画で大きな画面構成ができることを実証している。とはいえ、画面には人間、動物、静物などが無秩序に詰め込まれ、バロック絵画の饒舌さの背後にあった厳格な構図感覚は認められない。この絵画からは『聖書』の精神よりは、フランドルの民衆の生気が騒々しく伝わってくるようである。